# Magny-la-Ville
Magny-la-Ville is een gemeente in het Franse departement Côte-d'Or (regio Bourgogne-Franche-Comté) en telt 85 inwoners (2009). De plaats maakt deel uit van het arrondissement Montbard.

## Geografie
De oppervlakte van Magny-la-Ville bedraagt 3,7 km², de bevolkingsdichtheid is dus 23 inwoners per km².
De onderstaande kaart toont de ligging van Magny-la-Ville met de belangrijkste infrastructuur en aangrenzende gemeenten.

## Demografie
Onderstaande figuur toont het verloop van het inwonertal (bron: INSEE-tellingen).